# Tháp cầu Phố cổ Praha
Tháp cầu Phố cổ (tiếng Séc: Staroměstská mostecká věž) là một trong những công trình kiến trúc Gothic nổi tiếng ở Praha, tọa lạc ở lối vào của cầu Charles, thuộc địa phận Phố cổ, Cộng hòa Séc. Tòa tháp này được xây dựng vào những thập niên 70 - 80 của thế kỷ 14, dưới thời Hoàng đế Karl IV của Thánh chế La Mã. Tác giả thiết kế công trình này là kiến trúc sư Petr Parléř.

## Mô tả
Tháp cầu Phố cổ có chiều cao là 47 mét so với mặt đường cầu Charles, hoặc là 57 mét nếu so với mặt nước sông Vltava. Đây là một trong những công trình xây dựng hoành tráng có giá trị về mặt lịch sử và nghệ thuật. Tòa tháp được trang trí bằng nhiều chi tiết tinh xảo kết hợp với nhiều đặc điểm giống khải hoàn môn. Phía trên vòm cổng có nhiều tác phẩm điêu khắc cỡ nhỏ, cùng với hình ảnh quốc huy của tất cả các quốc gia thuộc Vương quốc Bohemia thời Trung cổ. Phía đông tòa tháp còn có các cửa sổ kính màu do họa sĩ Jiří Bink thiết kế vào khoảng năm 1950.
Các tác phẩm điêu khắc phía trên vòm cổng bao gồm:
- Hàng dưới cùng có tượng của: Hoàng đế Karl IV (bên trái) - Thánh Vitus (ở giữa) -  Hoàng đế Wenceslas IV (bên phải).
- Hàng trên có tượng của: Thánh Sigismund và Thánh Adalbert (ở phía dưới chân các thánh có tượng một chú sư tử).

Hiện nay, bên trong tháp cầu Phố cổ có một cuộc triển lãm thường trực. Du khách có thể đi đến phòng trưng bày ở trong tháp thông qua 138 bậc thang.

## Hình ảnh

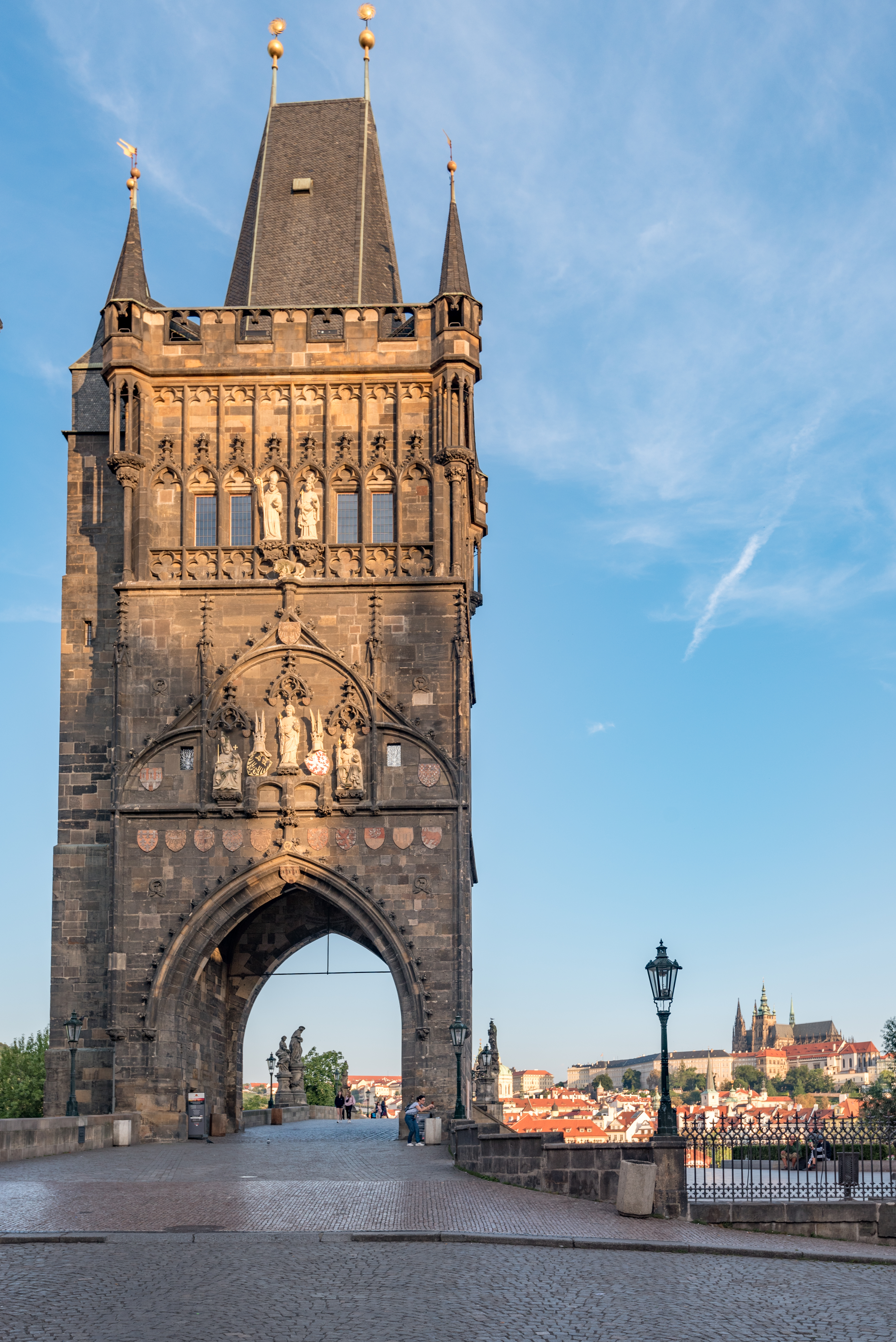
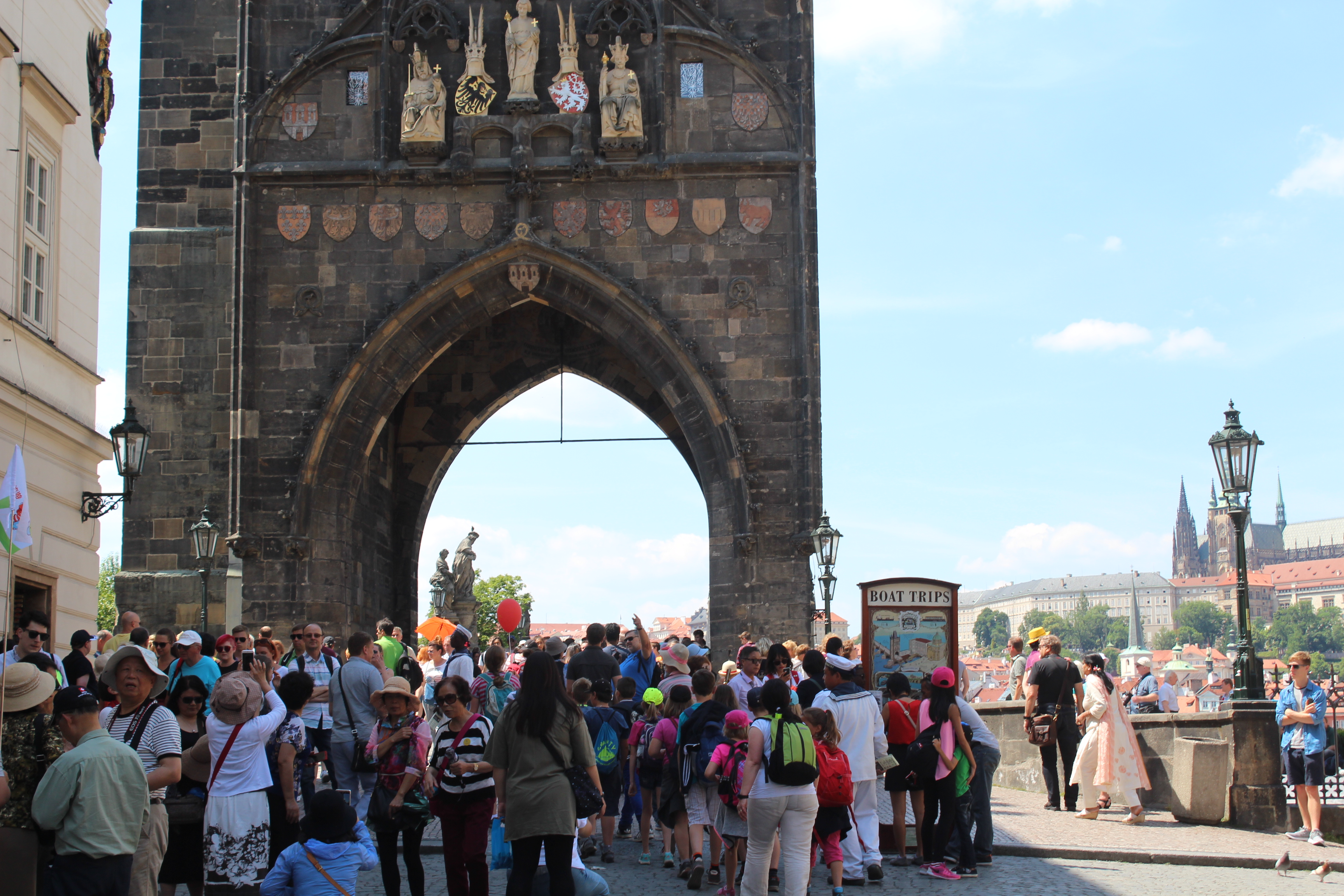
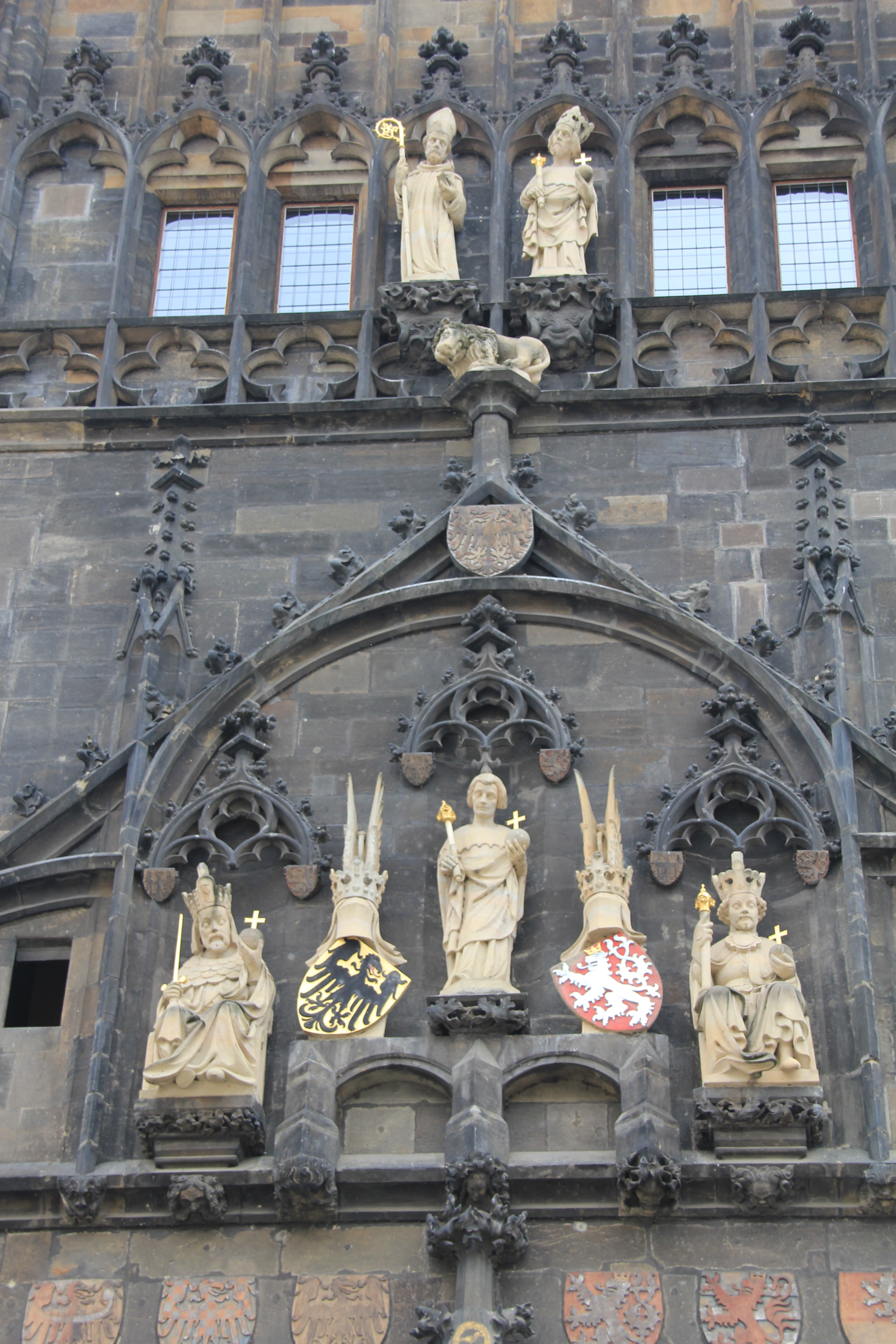